# Jean Mamy
Jean Charles Mamy (Chambéry, Saboya, 8 de julio de 1902 - Cachan, Valle del Marne, 29 de marzo de 1949) fue un periodista, actor y director de cine francés y un conocido propagandista nazi.

## Biografía
Durante los años comprendidos entre 1920 y 1931, fue director y protagonista en el teatro del Taller en Dullin, y es precisamente en 1931 cuando realiza su primera película con Michel Simon como protagonista principal (Baleydier), que hoy resulta imposible de encontrar, con un guion del escritor Jacques Prévert.
Entre los años 1931 y 1939, Jean Mamy, por entonces de tendencia política izquierdista, es nombrado venerable maestro de la logia masónica Renán, perteneciente al Gran Oriente de Francia (G.O.D.F.).
En 1939, hace su penúltima película, Dédé de Montmartre, con Albert Préjean.
Durante la Segunda Guerra Mundial, cambia y se coloca claramente del lado de los alemanes, siendo a partir de 1940, durante el Armisticio, cuando se convierte en un consumado antisemita enemigo de los judíos en el régimen de Vichy, así como en un especialista en la lucha contra la masonería, en particular la de rito francés o francmasonería a la que había pertenecido, junto con su amigo y colaborador en la Gestapo Pierre Clémenti, que a la vez es miembro del Partido Popular Francés (PPF).
Asimismo colabora en el periódico semanal Au Pilori (A la picota), financiado por los nazis, cuya línea editorial consistía en crear campañas antisemitas, atacar sus propiedades, etc. Desde 1941 también colaborará para el diario propagandístico L'Appel, del director Pedro Constantini (miembro y líder de la Liga francesa de purificación y de ayuda mutua y de colaboración europea).
Su última película fue el mediometraje Fuerzas ocultas (Forces occultes. Les mystères de la Franc-maçonnerie dévoilés pour la première fois à l'écran / Los misterios de la Francmasonería revelados por primera vez en la pantalla, 1943), una obra de propaganda antimasónica, en especial contra la francmasonería —de la que había formado parte—, así como del parlamentarismo y de los judíos; se refiere en concreto al caso Stavisky, y denuncia una supuesta conspiración judeo-masónica mundial. Con el tiempo, tanto el director como el guionista (Jean Marquès-Rivière) de esta película serán condenados a muerte, si bien el último logró eludir la pena huyendo a España.
En agosto de 1944, su madre es detenida por las Fuerzas Francesas del Interior (FI), a lo que responde haciéndose prisionero voluntariamente. Durante la Navidad de 1948, el Tribunal de Justicia lo condena a muerte por su colaboración con el régimen nazi, especialmente con la Gestapo. El presidente del tribunal, Vincent Auriol, le negó el indulto.
Tras convertirse al protestantismo durante su período en cautividad, es ejecutado en el Fuerte de Montrouge, siendo el último fusilado de las purgas de colaboracionistas de la posguerra en Francia.
Jean Mamy, además de actor, productor y director de cine, fue autor de numerosas piezas teatrales, algunas de ellas inéditas. Entre estas se cuentan Los poemas de Fresnes y Los barrotes de oro, que fueron publicadas en 1963, en Suiza, por su hijo Bernard Mamy.

## Carrera de actor
- 1924: Entr'acte, cortometraje de René Clair, con Man Ray
- 1925: Veille d'armes, de Jacques de Baroncelli, con Gaston Modot
- 1927: Maldone / Olivier Maldonne, de Jean Grémillon, con Charles Dullin

## Filmografía

### Como director
- 1931: Baleydier, con Michel Simon
- 1933: Le Chemin du bonheur, con Stéphane Pizella
- 1933: L'empreinte sanglante, mediometraje con Nadia Sibirskaia
- 1939: Dédé de Montmartre
- 1943: Fuerzas ocultas (Forces occultes), mediometraje rodado bajo el pseudónimo de Paul Riche, con Maurice Rémy en el papel protagonista

### Como productor
- 1935: Kœnigsmark, de Maurice Tourneur, con Pierre Fresnay
- 1939: Dédé la musique / Dédé de Montmartre, de André Berthomieu, con Line Noro

### Como editor
- 1930: Les amours de minuit, de Augusto Genina y Marc Allégret, con Pierre Batcheff
- 1930: Le Blanc et le Noir, de Robert Florey, con Raimu
- 1931: L'Amour à l'américaine, de Claude Heymann, con André Luguet
- 1931: Mam'zelle Nitouche, de Marc Allégret, con Janie Marèse
- 1931: On purge bébé, de Jean Renoir, con Michel Simon
- 1931: La Petite Chocolatière, de Marc Allégret, con Jacqueline Francell
- 1931: Le Collier, cortometraje de Marc Allégret, con Madeleine Guitty
- 1931: On opère sans douleur, cortometraje de Jean Tarride, con Lucy de Matha
- 1931: Les Quatre Jambes, mediometraje de Marc Allégret, con André Pierrel
- 1932: Fanny, de Marc Allégret, con Orane Demazis
- 1932: Seul, mediometraje de Jean Tarride, con Julien Carette
- 1933: L'Agonie des aigles, de Roger Richebé, con Pierre Renoir
- 1934: Minuit, place Pigalle, de Roger Richebé, con Raimu
- 1934: Le Voyage de Monsieur Perrichon, de Jean Tarride, con Léon Belières
- 1935: Mister Flow, de Robert Siodmak, con Mila Parély
- 1937: Un déjeuner de soleil, de Marcel Cohen/Marcel Cravenne, con Gaby Morlay
- 1937: L'Habit vert, de Roger Richebé, con Léonce Corne

### Como guionista
- 1938: Bar du sud

- Datos: Q1619283